# トミスラヴ・ニコリッチ
トミスラヴ・ニコリッチ（セルビア語:Томислав Николић、1952年2月15日 - ）は、セルビアの政治家。同国の第4代大統領を務めた。かつてセルビア急進党に属し、2003年2月23日よりその副党首となり、党首のヴォイスラヴ・シェシェリに代わって実質的に党を指導する立場にあったが、シェシェリとの方針の違いから2008年9月6日に急進党を離れてセルビア進歩党を設立し、その党首となった。
2007年5月8日から同年5月13日まで国民議会の議長を務め、また1999年から2000年までは連立与党の一員としてユーゴスラビア連邦共和国の副首相を務めた。
多数の書籍を執筆しており、その多くは政治に関するものである。トミスラヴ・ニコリッチとその妻のドラギツァ・ニコリッチ（旧姓ニンコヴィッチ）の間には2人の息子がいる。出身はセルビア中部の街・クラグイェヴァツである。

## 来歴
1990年代に人民急進党（People's Radical Party）の一員となり、同党はセルビア・チェトニク運動と合同してセルビア急進党が結成された。ニコリッチは1991年1月23日の創設時より急進党に属している。後にその副党首に選出され、3度にわたって再選されている。
ニコリッチは1991年より国民議会の議員であり、2010年に至るまでずっとその地位にあり続けた唯一の人物となっている。スロボダン・ミロシェヴィッチ支配下のセルビア社会党政権の時代、ニコリッチとシェシェリは懲役3箇月を宣告され、コソボのジラニ / グニラネの刑務所で服役した。しかし、1998年3月にはニコリッチらの属するセルビア急進党は社会党との連立政権を組み、ニコリッチはセルビア共和国の副首相となり、1999年からはユーゴスラビア連邦共和国の副首相となった。
2007年5月8日、国民議会はニコリッチを議長として選出した。244議席中、セルビア急進党のニコリッチが142票、対抗する民主党のミレナ・ミロシェヴィッチ（Milena Milošević）は99票を得た。セルビア民主党（民主党とは異なる）はニコリッチを支持した。国際連合の暫定統治下にあったコソボでは、コソボ民主党のハイレディン・クチ（Hajredin Kuçi）、ORA改革党（Reformist Party ORA）のユリ・ホッジャ（Ylli Hoxha）、首相のアギム・チェク（Agim Çeku）らはニコリッチのセルビア国民議会議長就任に関して、「コソボにとって破壊的で危険」として非難した。5月9日、ニコリッチはロシアの駐セルビア大使・アレクサンドル・アレクセエフ（Aleksandr Alekseyev）と面会し、ベラルーシとロシアの国家連合にセルビアも加わることを望むとする談話を発表し、「アメリカと欧州連合による寡占支配に対抗する」とした。
しかし、5月13日に民主党とセルビア民主党が連立政権の樹立を前提とした予備的な連合を形成すると、ニコリッチは議長の座を失うこととなった。ニコリッチは、民主化以降の旧ユーゴスラビア諸国で、史上最短で国民議会の議長職を失った人物となった。ニコリッチは、「連立与党が『平和的に』コソボの独立を認めるのならば、急進党はおとなしく座して見過ごすことはないでしょう」と語った。
一方、物議をかもすような発言で知られており首相で民主党のゾラン・ジンジッチが暗殺される20日前にあたる2003年2月23日には、「向こう1、2箇月ほどの間、ゾラン・ジンジッチを見かけたらヨシップ・ブロズ・チトーも死の直前に脚に問題があったと知らせてやれ!」と話した。また、ボリス・タディッチ大統領をウスタシャだとし、ジャーナリストのスラヴコ・チュルヴィヤ（Slavko Ćuruvija）の死を惜しまないと話した。この他にも、「全てのセルビア人が単一の国に暮らすことができる大セルビアの夢を持っている」、「戦略的地点であるパスリャンスケ・リヴァデ（Pasuljanske livade）にロシア軍は基地をつくるべきである」などと公言してきた。
2015年のモスクワ対独戦勝記念式典と中国人民抗日戦争・世界反ファシズム戦争勝利70周年記念式典に出席してロシアの赤の広場と中国の天安門広場を行進するセルビア軍を閲兵した。

### 2000年大統領選挙
2000年ユーゴスラビア連邦共和国大統領選挙に立候補し、ヴォイスラヴ・コシュトゥニツァ、スロボダン・ミロシェヴィッチに次いで3位となった。

### 2003年大統領選挙
2003年セルビア大統領選挙に出馬し、第1回投票ドラゴリュブ・ミチュノヴィッチ（Dragoljub Mićunović）を抑えて首位となる46.23%の票を獲得したが、投票率が38.80%であり規定を下回ったため選挙は無効とされた。

### 2004年大統領選挙
翌年のセルビア大統領選挙に再挑戦し、第1回投票ではボリス・タディッチの27.3%を上回る30.1%の票を得た。しかし、第2回答票では得票率は45.4%にとどまり、タディッチの53.7%に敗れた。

### 2008年大統領選挙
2008年のセルビア大統領選挙にも出馬した。この時のスローガンは「全身全霊」（Свим срцем / Svim srcem）であった。2008年1月20日の第1回答票では39.99%の得票率で首位にたった。2位のボリス・タディッチは35.39%の票を得て、2人による決選投票が行われることとなった。2月3日の第2回投票では2,197,155票がニコリッチに投じられたが、得票率は47.97%となりタディッチに敗北した。

### セルビア急進党からの離脱と新党設立

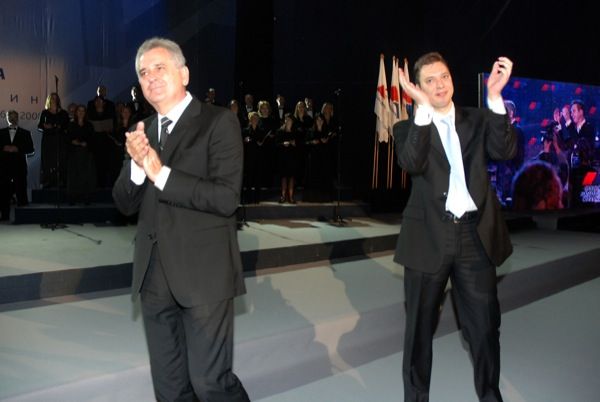
トミスラヴ・ニコリッチとアレクサンダル・ヴチッチ（Aleksandar Vučić）、セルビア進歩党の創設大会にて。

2008年9月6日、ニコリッチは唐突にセルビア急進党を離党した。セルビアのメディアは、欧州連合加盟をめぐるニコリッチと他の急進党幹部、特に旧ユーゴスラビア国際戦犯法廷によってデン・ハーグに拘束されているヴォイスラヴ・シェシェリとの立場の違いについて報じた。ニコリッチは、他の一部の急進党の議員とともに議会内会派・「進め、セルビアよ（Napred Srbijo）」を設立した。ニコリッチは会見で、「古いセルビア急進党はもはや存在しない」と話した。2008年9月11日、ヴォイスラヴ・シェシェリは拘置所内から急進党員に対して手紙を宛てた。その中で、ニコリッチとその同調者を「裏切り者、西側諸国のあやつり人形でありエージェントだ」と呼び、党員に対して「セルビア民族主義、反グローバリズム、親ロシア主義」の立場への忠実を求めた。9月12日、ニコリッチとその同調者は急進党から除名された。これに対してニコリッチは、新しく政党を立ち上げると発表した。10月24日、新党の名前は「セルビア進歩党」とし、第1回の大会を10月21日に開催するとした。

#### 2012年大統領選挙
2012年セルビア大統領選挙ではボリス・タディッチを破り、またダブル選挙となった議会選挙でもセルビア進歩党が第1党となった。

## ナターシャ・カンディッチによる、戦争犯罪に関する糾弾
2005年、ナターシャ・カンディッチ（Nataša Kandić）率いる人道主義法センター（the Humanitarian Law Center）は、
戦争犯罪検察庁に対して、クロアチア・スラヴォニア地方東部のアンティン（Antin）で1991年8月に起こった虐殺について調査を求めた。生存者は、ヴォイスラヴ・シェシェリ率いる義勇軍の構成員が虐殺を行ったと話し、その中でニコリッチについて言及した。ニコリッチは自身のユーゴスラビア紛争への関与について話しており、そのことがこうした主張につながったと見られる。ニコリッチは、シェシェリによって「スラヴォニアにおいて、セルビア人のための模範的な戦い方を示した」として「チェトニック指導者」の称号を与えられている。
ニコリッチがアンティンで民間人の虐殺に関与したとの疑いは、国民議会議員のジャルコ・コラチ（Žarko Korać）によって取り上げられ、コラチは2005年7月にラジオ・フリー・ヨーロッパのインタビューでアンティンの虐殺に関して言及した。同じ月に、政府通信局の長官を務めたヴラディミル・ポポヴィッチ（Vladimir Popović）はB92の番組「Insajder」でのインタビューに応じ、ニコリッチの嫌疑について、元国家保安庁長官のヨヴィツァ・スタニシッチから聞いたと話している。人権活動家のナターシャ・カンディッチ（Nataša Kandić）は公開書簡で、ニコリッチがアンティンに住む老人らへの虐殺に関与した証拠を持っていると記した。
ニコリッチは、虐殺があったとされる時期にアンティンにいたことは否定しなかったものの、このとき同地で民間人の殺害はなかったとし、また自身は一発の弾丸も放っていないと述べた。カンディッチが「1991年にニコリッチによってアンティンの住民が死傷した」と発言したことに関して、2005年9月12日にニコリッチはカンディッチを告訴した。
セルビア急進党は、カンディッチの組織が反セルビア主義を広めているとして非難した。クロアチアの内務大臣は、アンティンでのニコリッチの犯罪行為に関する情報はないとの声明を発表した。
カンディッチは謝罪を拒否したため、ニコリッチはカンディッチを名誉毀損で訴追した。2009年2月、裁判所は、カンディッチは自身の発言の証拠を示せなかったとしてニコリッチの訴えを認め、ニコリッチがカンディッチに対して賠償を請求する権利を認めた。

## 航空機事故
2015年4月17日、ニコリッチはローマを来訪するために航空機をチャーターしたが、突如機体が急降下、トラブルが発生したためにセルビアに戻る事態になった。原因は、副操縦士が計基盤にコーヒーをこぼしたため、それを拭こうとしたところ、誤って非常ボタンを押してしまったため。墜落こそ免れたが、エンジン一基が停止してしまった。